# Anzola d'Ossola
Anzola d'Ossola är en ort och kommun i provinsen Verbano Cusio Ossola i regionen Piemonte i Italien. Kommunen hade 407 invånare (2018).